# OVGP1
OVGP1‏ (Oviductal glycoprotein 1) هوَ بروتين يُشَفر بواسطة جين OVGP1 في الإنسان.